# Villablanca (Chile)
Villablanca es un poblado aimara altiplánico. Se ubica en la comuna de Colchane, Región de Tarapacá, Chile. Está situado a 3912 metros sobre el nivel del mar, al sur del volcán Cariquima.
En la localidad existe una laguna homónima.